# Linalol
Le linalol ou linalool (3,7-diméthyl-1,6-octadién-3-ol) est un alcool terpénique, alcool tertiaire, insaturé, possédant une odeur florale et fraîche.
On le retrouve notamment dans une majorité d'huiles essentielles notamment celles de lavande, de bergamote, de bois de rose, dont il est le composant majeur, et de menthe.
Ce composé organique est faiblement soluble dans l'eau.
Ce monoterpénoïde existe sous la forme de deux énantiomères, R et S, en fonction de la configuration du carbone 3.
Pour l'huile essentielle de lavande, il peut aussi servir à synthétiser, par réaction d'estérification, l'autre molécule majeure de cette essence, qui est l'acétate de linalyle, par exemple par réaction avec l'anhydride acétique.
Cette molécule est présente dans l'huile essentielle de petit-grain bigarade.